# اسپینلو آرتینو
اسپینلو آرتینو (ایتالیایی: Spinello Aretino؛ ۱۳۵۰ – ۱۴ مارس ۱۴۱۰) نقاش اهل ایتالیا بود.